# 최상기
최상기(崔相琦, 1950년 5월 21일~)는 대한민국의 성우이다. 1976년 MBC 7기 공채 성우로 데뷔하였다.

## 출연 작품

### 방송
- 감바의 모험(MBC) - 시인
- 독고탁의 비둘기 합창(MBC) - 권투중계 해설자
- 우주보안관 장고(MBC)
- 슈퍼 특공대(MBC)
- 알프스의 메아리(MBC)
- 꿀벌의 친구(MBC)
- 울트라맨(MBC)
- 도전자 허리케인(MBC)
- 내일은 야구왕(MBC)
- 발리언트(MBC)
- 햄스터 클럽(MBC)
- 라디오 북카페(오만과 편견)(SBS 러브FM) - 베넷
- 배한성 배칠수의 고전열전(MBC 표준FM)
- 무적의 탱크 태무진(MBC)
- CSI 뉴욕(MBC)
- CSI 마이애미(MBC)

### 영화
- 러브 오브 시베리아(MBC) - 모킨 대위(블라디미르 일린)
- 록키 5(MBC)
- 우뢰매3(SBS)
- 트와일라잇(MBC)
- 나이아가라 연쇄 살인사건 (MBC)
  - 뉴문(MBC)
- 호스티지(MBC)
- 마더 테레사(MBC)
- 잔혹한 음모(SBS)
- 사라의 미로여행(SBS)
- 또다른 탄생(SBS)
- 포 페더스(MBC)
- 마스크 오브 조로(MBC)
- 스토커(MBC) - 지점장 (게리 콜)
- 큐브(MBC) - 렌
- 포레스트 검프(MBC)
- 007뷰투어킬(MBC)
- 위험한 증언(MBC)
- 훌라 걸스(MBC)
- 탄생(MBC) - 파티 손님(로버트 찰스)
- 미시시피 버닝(MBC)
- 더 퀸(MBC)
- 세컨핸드 라이온스(MBC)
- 알렉산더(MBC) - 안티고노스(이안 비티) / 아탈루스(닉 더닝)
- 젠틀맨 리그(MBC) -  지킬 박사(제이슨 플레밍)
- S.W.A.T. 특수기동대(MBC) - 마틴(켄 데이비션)
- 어싸인먼트(MBC)
- 007언리미티드(MBC)
- 빠삐용(MBC)
- 더티 해리 4 - 써든 임팩트(MBC)
- 언터처블(MBC) - 캐나다 수비대장(로버트 스완)
- 컷스로트 아일랜드(MBC)
- 스타워즈 에피소드5(MBC)
- 광부의 딸(MBC)
- 패신저 57(MBC)
- 머나먼 여정(MBC) - 노인(윌리엄 핍스)
- 마우스 헌트(MBC) - 루돌프(윌리엄 힉키) / 의사(시터 그레고리) / 경매업자(윌리엄 프랭크파더)
- 예카테리나 대제(MBC) - 오를로프(칼 존슨)
- 스크림(MBC)
- 주성치의 성전강호(SBS)
- 바비(MBC) - 팀(하코브 바르가스)
- 맥주가 애인보다 좋은 일곱가지 이유 - 증조부(배우로 출연)
- 세 얼간이(MBC) - 코빈드(라젠드라 팻워단)
- 디어 헌터(MBC)
- 코브라(MBC) - 형사(프레드 럭키)
- K2(MBC)
- 플래툰(MBC) - 프랜시스(코리 글로버)
- 여인의 향기(MBC)
- 석양의 건맨(MBC) - 레드(호세 마르코) / 토마소(로렌조 로블레도)
- 마틴 기어의 귀향(SBS) - 티힐 사람(알랭 프레로)
- 누가 로저 래빗을 모함했나(MBC) - 안젤로(리차드 라이딩스) / 우체부(에릭 B. 신돈)
- 총잡이 링고(MBC) - 산초의 동료(미구엘 페드레고사)
- 은빛 안장(MBC) - 총잡이(후안 안토니오 루비오)
- 개 같은 내 인생(MBC) - 토미의 아버지(랄프 칼슨)
- 허리케인(MBC) - 취객(윌리엄 B. 데이비슨)
- 소돔과 고모라(MBC) - 히브리인 노인(프란체스코 텐시)
- 크미치스(MBC) - 칸니츠의 아들(바클라브 야니츠키)
- 흑인 오르페(MBC) - 의사(아폰소 마린호)
- 리썰 웨폰(MBC) - 형사(그랜드 L. 부시)
- 리썰 웨폰 3(MBC) - 타이론(그레고리 밀러)

## 같이 보기
- 문화방송 성우극회